# The Way I Are (Dance with Somebody)
"The Way I Are (Dance with Somebody)" é uma canção da cantora americana Bebe Rexha juntamente com o rapper americano Lil Wayne. A faixa pertence ao seu terceiro EP, All Your Fault: Pt. 2. Foi lançada em 19 de maio de 2017 pela gravadora Warner Bros. Records como single principal do seu último trabalho. Apesar do vazamento uma semana antes do lançamento, a canção foi enviada às rádios em 6 de junho de 2017.

## Composição
A canção faz um sample da canção I Wanna Dance with Somebody (Who Loves Me) da cantora Whitney Houston.

## Recepção da crítica
Mike Wass, da publicação Idolator, deu uma avaliação positiva ao single, dizendo que "a canção apresenta, de forma instantânea, suavidade e doçura."

## Videoclipe e performances
O videoclipe de The Way I Are (Dance with Somebody), dirigido por Director X, foi lançado em 1 de junho de 2017. A moda do videoclipe foi inspirada em filmes vintage, como Grease. Bebe Rexha e Lil Wayne performaram a canção juntos no Jimmy Kimmel Live!. Em seguida, no Good Morning America, Bebe apresentou a canção para a sessão Summer Concert Series do programa.

## Lista de faixas
| N.º | Título                                                | Duração |  |
| 1.  | "The Way I Are (Dance with Somebody)" (com Lil Wayne) | 3:08    |  |
| 2.  | "The Way I Are (Dance with Somebody)"                 | 3:03    |  |
| 3.  | "The Way I Are (Dance with Somebody)" (DallasK Remix) | 3:02    |  |

## Charts
| Chart (2017)                                 | Posição |
| -------------------------------------------- | ------- |
| Austrália (ARIA)                             | 72      |
| Bélgica (Ultratip Bubbling Under da Valônia) | 10      |
| República Checa (Singles Digitál Top 100)    | 99      |
| Lituânia (Rádio M-1 Top 40)                  | 9       |
| Nova Zelândia (RMNZ)                         | 7       |
| Romênia (Kiss FM))                           | 54      |
| Eslováquia (Singles Digitál Top 100)         | 79      |
| Estados Unidos (Billboard Mainstream Top 40) | 34      |